# Ann, Lady Fanshawe
Ann, Lady Fanshawe, född 1625, död 1680, var en engelsk memoarskrivare och författare. Hon är känd för sina memoarer, 'Memoir' (1671), som skildrar det engelska inbördeskriget, och för sin kokbok (1665), som innehåller det äldsta bevarade receptet för glass i Europa. 